# Bramalea (Ontario)
Bramalea (Bram-a-lee) es un gran distrito suburbano junto a la ciudad de Brampton, Ontario, Canadá. Se creó como una "ciudad planificada" innovadora y se desarrolló como una comunidad separada de la ciudad. Ubicada en el antiguo municipio de Chinguacousy, fue la primera comunidad satélite de Canadá promovida por uno de los desarrolladores inmobiliarios más grandes del país, Bramalea Consolidated Developments (más tarde Bramalea Limited), anteriormente conocido como Brampton Leasing.

## Historia

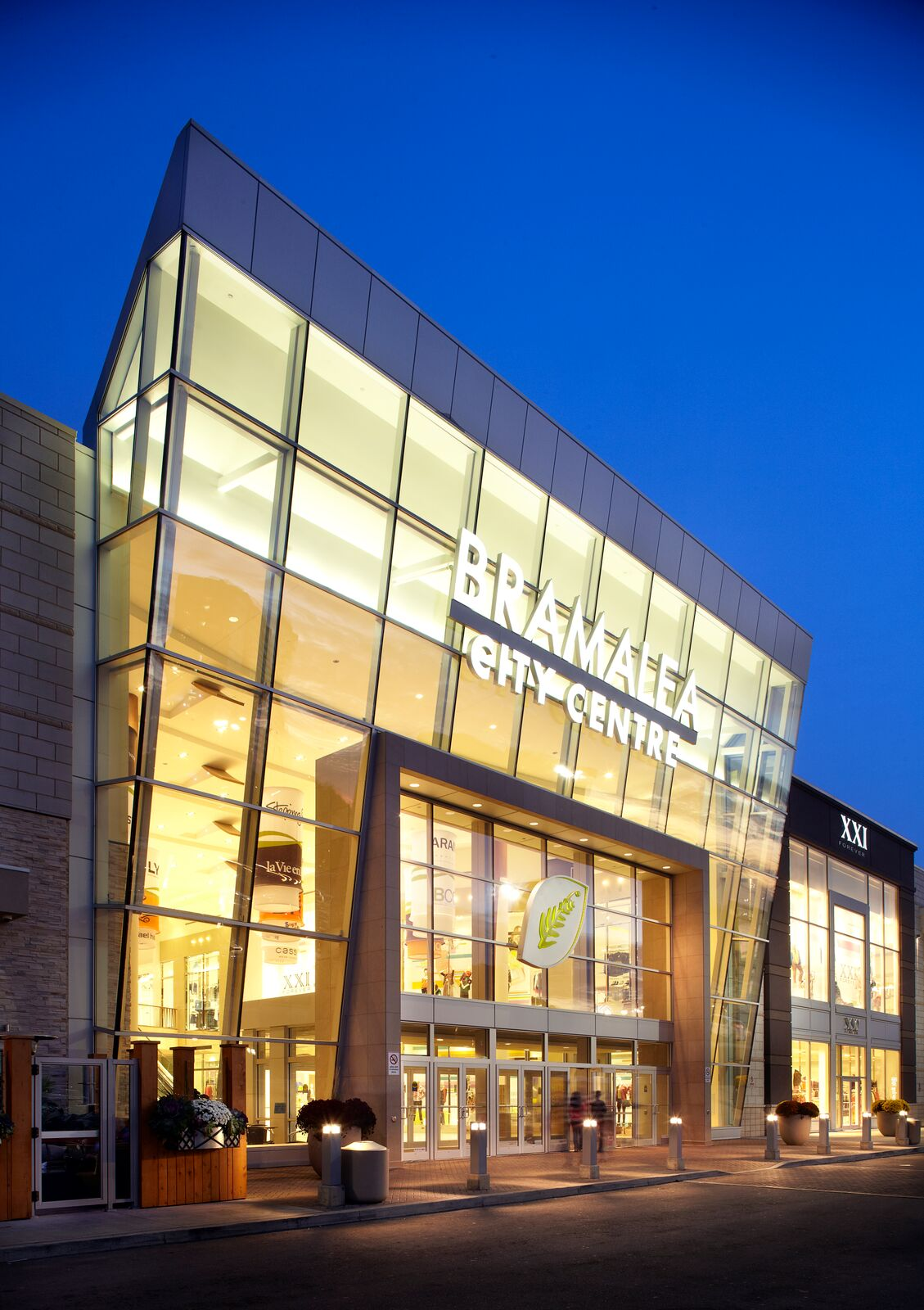
"City Center" de Bramalea

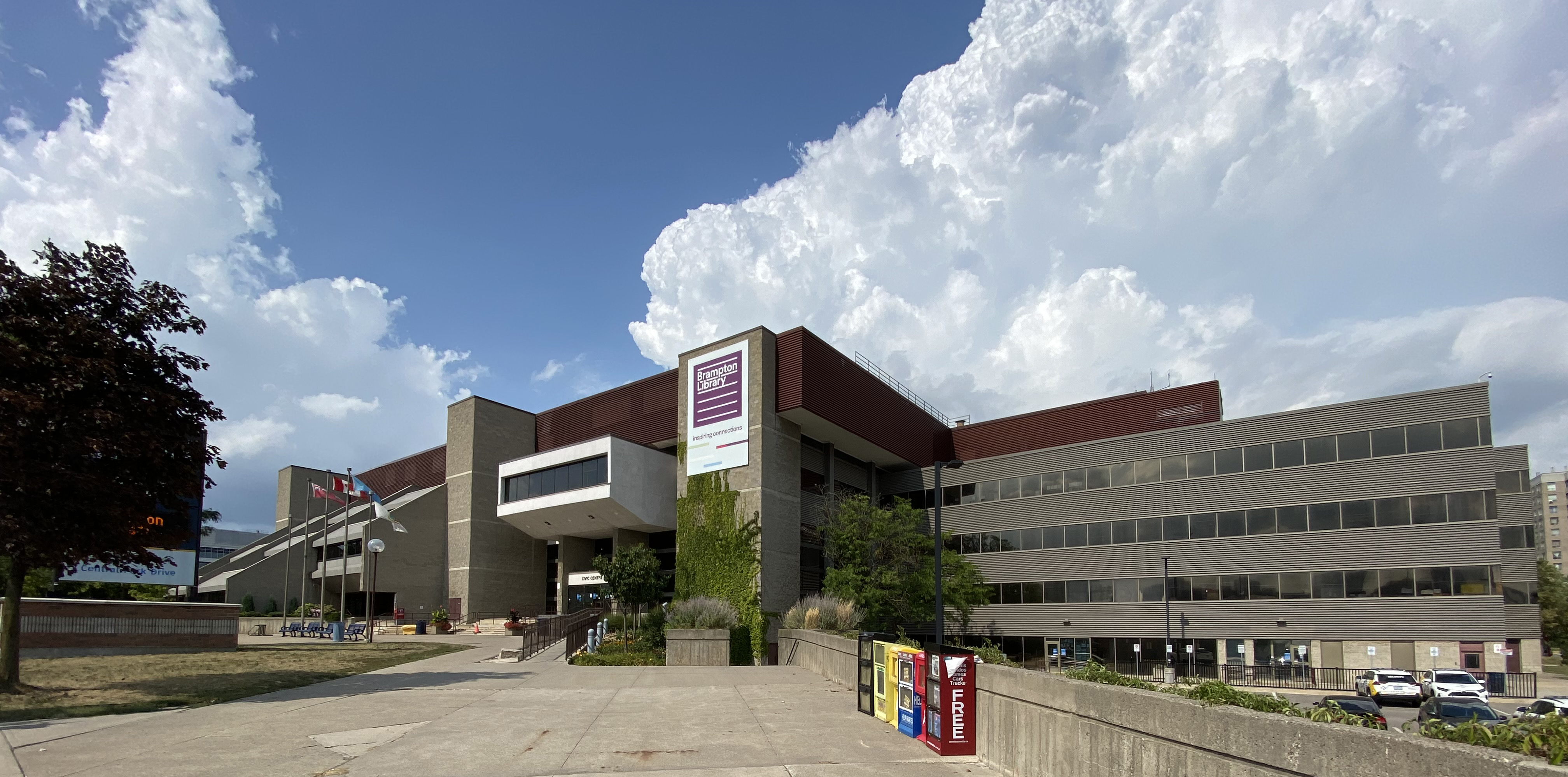
El edificio del Centro Cívico de Bramalea, la antigua sede de las oficinas del municipio de Chinguacousy, todavía alberga varios servicios de la ciudad en la actualidad

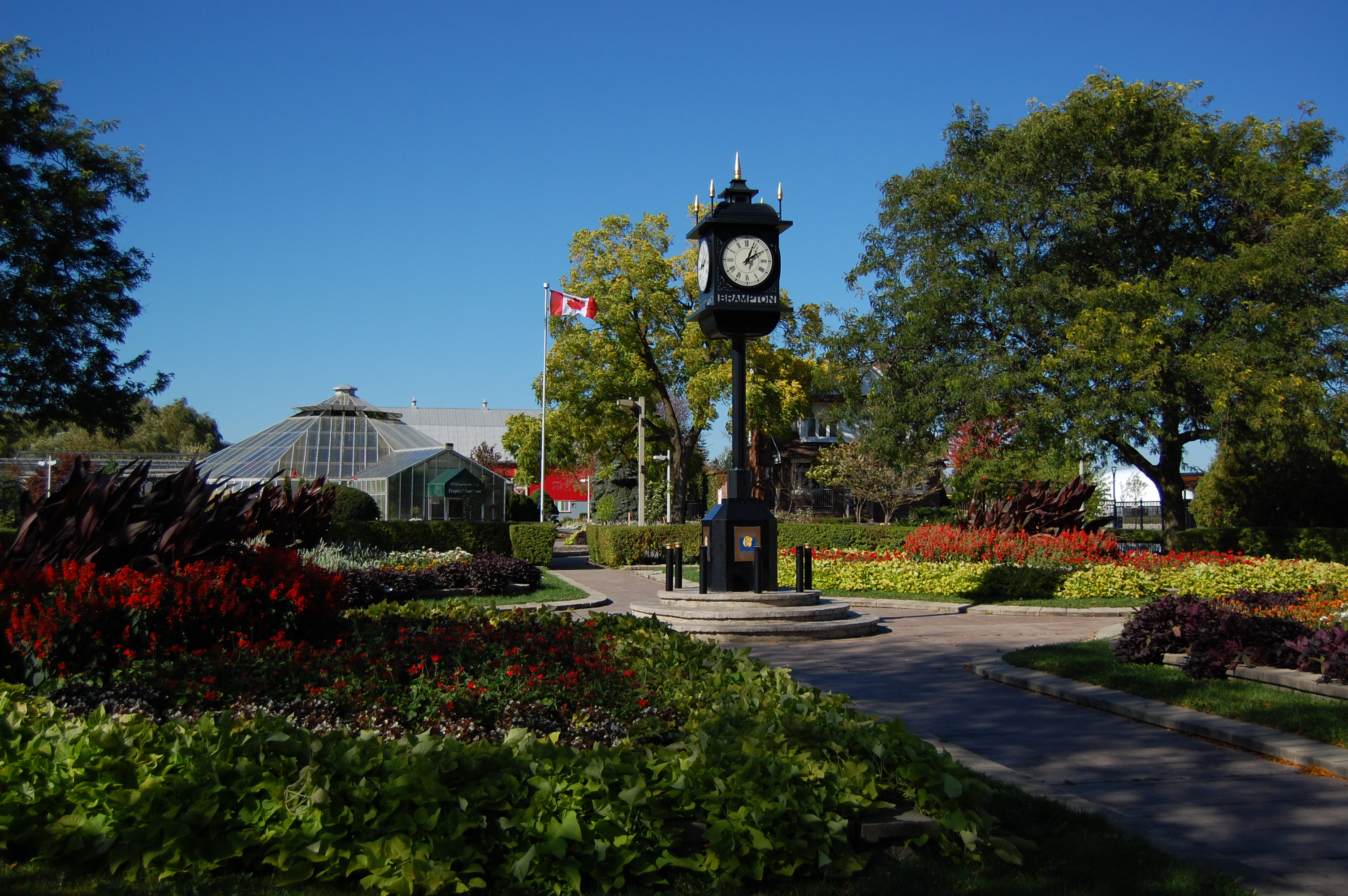
Reloj del Parque de Chinguacousy, con el invernadero al fondo

El nombre "Bramalea" fue creado por el agricultor William Sheard, quien formó el término a partir de "BRAM" de Brampton, "MAL" de Malton (entonces un pueblo vecino que ahora forma parte de Mississauga) y "LEA", una antigua palabra británica que significa prado o pradera.[cita requerida] Vendió el terreno a los desarrolladores de Brampton Leasing y construyó una de las primeras casas de Bramalea en la intersección de Bramalea Road y Avondale Boulevard. El Sr. Sheard era dueño de una gran parcela de tierra de pastoreo de ganado, que fue comprada por la nueva empresa.
La comunidad disponía de un extenso Plan Maestro, que incluía disposiciones para un sistema de senderos de a través de "cinturones verdes" que seguían pequeños riachuelos que alimentan el Etobicoke Creek y un núcleo que incluiría servicios esenciales y un centro comercial. La pieza clave era el Centro Cívico, que incluía la cámara del consejo del municipio, una biblioteca, un teatro, un parque de bomberos, una oficina de correos y el incipiente centro de producción televisiva comunitaria Rogers Cable. Este edificio fue financiado y construido según el acuerdo suscrito por Bramalea de mantener un equilibrio particular de la base impositiva residencial/industrial. En lugar del pago en efectivo, Bramalea ofreció el Centro Cívico como compensación y el municipio lo aceptó.
Poco después, el Municipio de Chinguacousy se fusionó junto con el municipio de Toronto Gore con el Pueblo de Brampton, para convertirse en la Ciudad de Brampton. Bramalea Limited había construido un centro comercial a partir de finales de la década de 1960 llamado Bramalea City Centre. Las dos piezas centrales estaban conectadas por un corto pasaje subterráneo debajo de Team Canada Drive, que hace mucho tiempo que se cerró debido a problemas de vandalismo. También se creó una comisaría de policía, que se construyó antes que las otras estructuras (cerrada en 2008 para mudarse a las nuevas oficinas de la región de Peel), una terminal de autobuses, un Holiday Inn (cerrado y convertido en residencia para personas mayores) y un conjunto de hogares para personas mayores. El parque de Chinguacousy se localizó cerca, al noreste de Bramalea Road y Queen Street. También se construyó una pista de esquí, utilizando el terreno excavado en la construcción de los sótanos de las casas.
Cada fase de la nueva ciudad se construyó utilizando distinta iniciales progresivamente como odónimos. El desarrollo comenzó con la sección "A", con nombres de calles como Alderbury, Argyle, Avondale y Aloma. Luego se creó una sección "B", una sección "C", y así sucesivamente. Finalmente, el desarrollo llegó a las secciones M, N y P al sur de Bovaird Drive. La mayoría incorporó escuelas locales, espacios verdes y senderos. El concepto de vivienda Zero Lot Line fue pionero en las secciones G y H ("The Villages of Central Park"), en una empresa conjunta de viviendas asequibles entre desarrolladores y el gobierno de Ontario llamada Home Ownership Made Easy ("HOME").

## Industria
Bramalea es la ubicación de la fábrica de automóviles Brampton Assembly, que es propiedad de Chrysler, pero fue desarrollada por American Motors Corporation para la fabricación de su gran sedán Eagle Premier mediante una empresa conjunta formada con Renault.

## Transporte público
El distrito cuenta con la estación de ferrocarril "Bramalea GO Station" del servicio de transporte público GO Transit de Toronto, ubicada en Steeles Avenue (al oeste de Bramalea Road).